# Maria Ângela Sabino
Maria Ângela Alves Sabino (Patos de Minas, 27 de janeiro de 1962) é uma ex-voleibolista indoor brasileira que atuou como Central com vasta experiência em clubes nacionais e internacionais e em clubes sagrou-se medalha de ouro no Campeonato Sul-Americano de Clubes em 1998 na Colômbia.

## Carreira
Em 1986 foi convocada pelo técnico Jorjão para os treinamentos visando a disputa do Campeonato Mundial sediado em Praga, na extinta Tchecoslováquia, época que era jogadora do Pão de Açúcar/Colgate.
Maria Ângela transferiu-se para o voleibol italiano na temporada 1991-92 e nesta reforçou o Babini Ancona que disputava a Liga A2 Italiana. Permaneceu na Itália na temporada seguinte quando atuou pelo Florens Castellana Grotte também na segunda divisão italiana.
Na jornada esportiva 1993-94 reforçou o Despar Perugia
Liga A1 Italiana desta vez disputou a Liga A1 Italiana, mas o time não foi bem, não marcando nenhum ponto e encerrando na décima primeira posição, ou seja, penúltima posição e pela Copa Itália avançou até as oitavas de final.
Competiu na temporada 1994-95 pelo Sabelli Conad Fano e disputou a Liga A2 realizando uma boa campanha encerrando na fase de classificação em quarto lugar e no Play Out A1/A2 terminou na segunda posição e na Copa Itália avançou apenas as quartas de final.
Retornou ao Brasil na temporada 1995-96 e defendeu neste período a equipe do Leite Moça e conquistou o título do Campeonato Paulista de 1995 e disputou na Superliga Brasileira A 1995-96 e conquistou o título da Superliga Brasileira A correspondente a esta jornada. Renovou contrato com o mesmo clube que utilizou a alcunha de Leites Nestlé no período esportivo 1996-97 e conquistou o bicampeonato da Superliga Brasileira A
Em mais uma temporada pelo Leites Nestlé conquistou o vice-campeonato paulista de 1997 e sagrou-se vice-campeã da Superliga 1997-98. e conquistou o ouro no Campeonato Sul-Americano de Clubes de 1998 em Medellín-Colômbia.Transferiu-se para o Uniban/São Bernardo e disputou por este as competições de 1998-99, no Campeonato Paulista de 1998 foi bronzee conquistou o título da Superliga Brasileira A neste período

## Títulos e Resultados
- Superliga Brasileira A: 1º lugar ( 1995-96 [5], 1996-97[5], 1998-99[5])e 2º lugar (1997-98[5])
- Campeonato Paulista de Voleibol Feminino: 1º lugar (1995), 2º lugar (1997) e 3º lugar (1998)
- Liga A2 Italiana: 2º (1994-95 [3])
- Liga A1 Italiana: 11º (1993-94 [2])

## Premiações Individuais
[carece de fontes?]

## Ligações Externas
- Perfil de Maria Ângela Sabino (it)